# Brodequin
Brodequin är ett amerikanskt brutal death metal-band, grundat 1998 av bröderna Mike och Jamie Bailey. Bandet har tagit sitt namn efter det franska namnet på tortyrinstrumentet spanska stöveln. Låttexterna handlar om medeltida tortyr, historia, död och lidande.

## Medlemmar
Nuvarande medlemmar
- Jamie Bailey – basgitarr, sång (1998–2008, 2015–)
- Jan Van Lugtenburg – trummor (2016–)
- Joaquin Chavez – gitarr (2016–)

Tidigare medlemmar
- Chad Walls – trummor (1998–2002)
- Mike Bailey – gitarr (1998–2008, 2015–2016)
- Jon Engman – trummor, programmering (2002–2005, 2015–2016)
- Henning Paulsen – trummor (2005–2008)

## Diskografi
Demor
- 1999 – Demo

Studioalbum
- 2000 – Instruments of Torture
- 2001 – Festival of Death
- 2004 – Methods of Execution

EP
- 2003 – Prelude to Execution

Splitalbum
- 2002 – Created to Kill (med Aborted, Drowning och Misery Index)
- 2004 – Prelude to Execution / Stop the Madness (med Tears of Decay)

Samlingsalbum
- 2017 – Códice de Tortura (4 x kassett box)
- 2019 – The Sound of Torture (3 x 12" vinyl box)